# Lena Lervik
Lena Lervik (Kristianstad, 7 april 1940) is een Zweedse beeldhouwster.

## Leven en werk
Lervik studeerde achtereenvolgens 1 jaar aan de École des Beaux-Arts in Genève, 2 jaar aan de faculteit beeldhouwen van de HKS, gevolgd door 5 jaar beeldhouwkunst en 1 jaar grafische technieken aan de Kungliga Konsthögskolan Mejan in Stockholm. Zij had haar eerste solo-expositie in 1976.
De centrale thematiek van haar werk is vruchtbaarheid, moederschap. De centrale figuren zijn madonna's, mythologische moederfiguren en Maria.

## Werken (selectie)
- Skyddsmantelmadonna (Schutzmantelmadonna of Mantelmadonna) (1985), Åmotfors kyrka in Åmotfors
- Skyddsmantelmadonna (1989), Båstad
- Den stora modern (1991), Reslagargatan in Stockholm
- Frej och Freja (1992), Stadsbiblioteket in Kristianstad
- Flickoma i Småland (1992), Ljungby
- Borstahusgummen (1994), Landskrona
- Maria Jugoslavien (1995), Kapell Engelbrektskyrken in Stockholm
- Stella Maris (1996), Karolinska universiteitssjukhuset in Stockholm
- Liggande Venus (1997), beeldenpark van de Landskrona konsthall in Landskrona
- Amalia, polkagrisens moder of Amalia Eriksson (1997), Södra parken in Gränna
- Terra Mater (1998), Järva Folkets park in Stockholm
- Skyddsmantelmadonna (2001), Framtidsdalen in Borlänge
- Jozef och Maria (2002), Storkyrkan in Stockholm
- En berättelse om något vi glömt (2003), Liljeholmen in Stockholm

## Fotogalerij

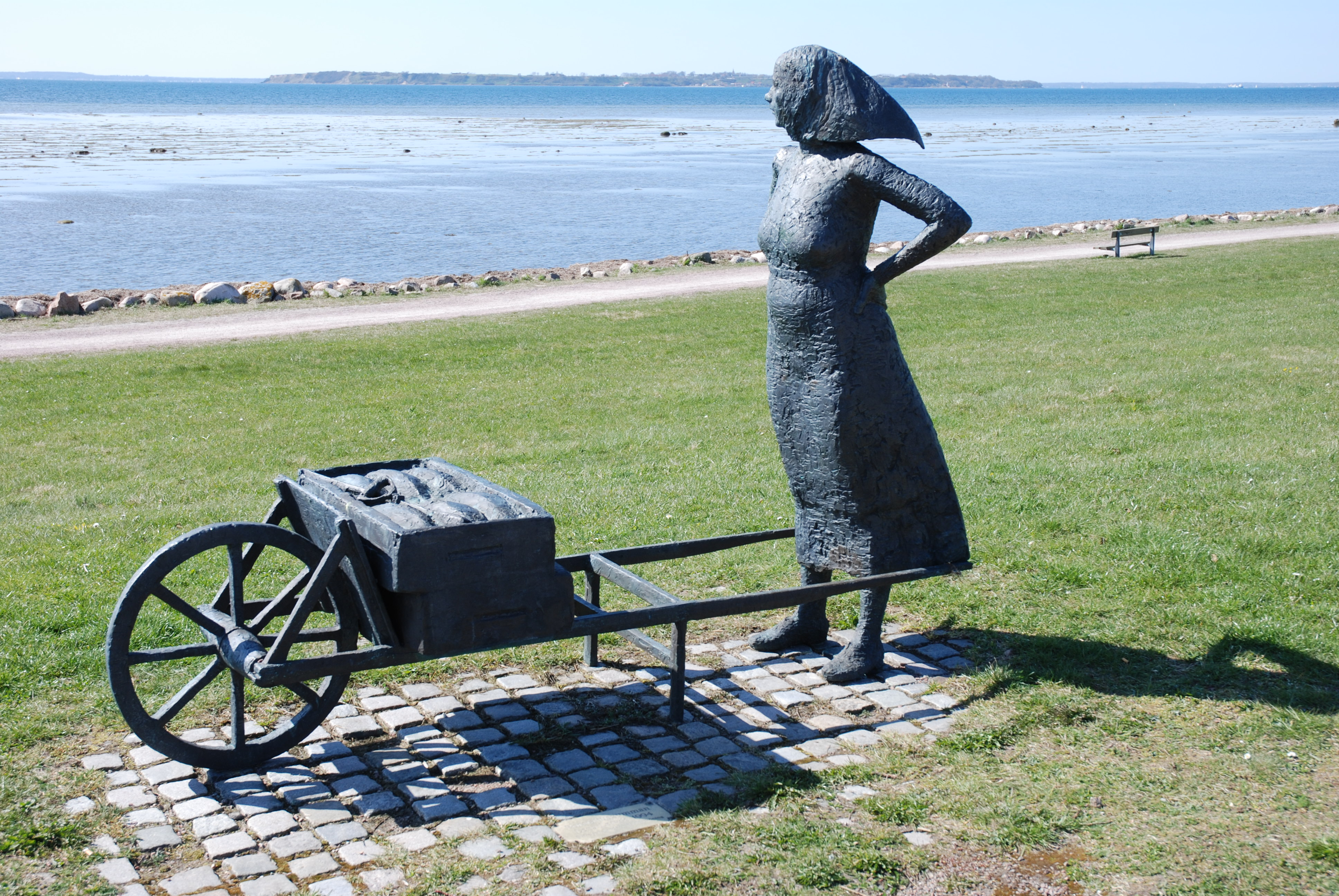
Borstahusgummen (1994)
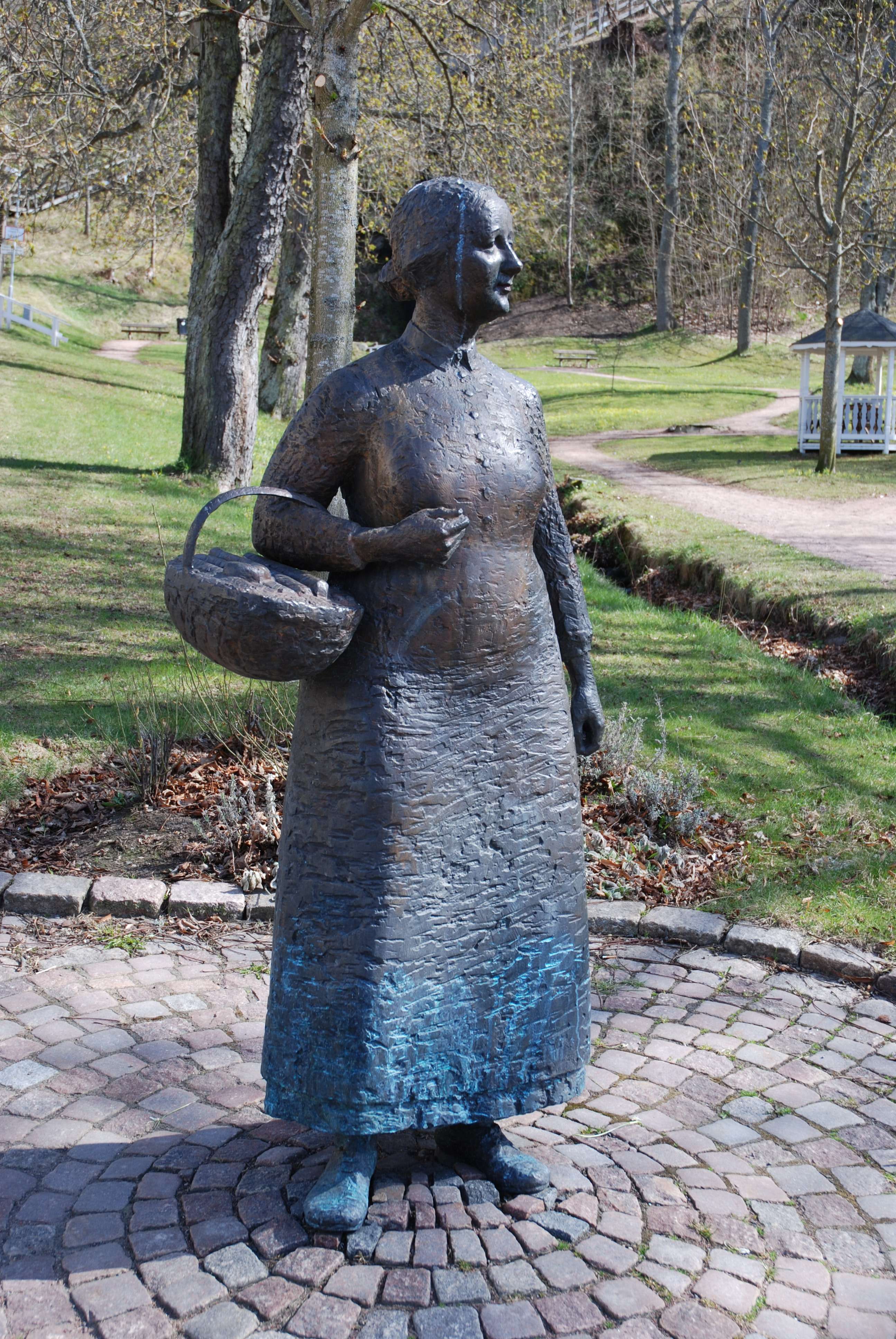
Amalia, polkagrisens moder (1997)
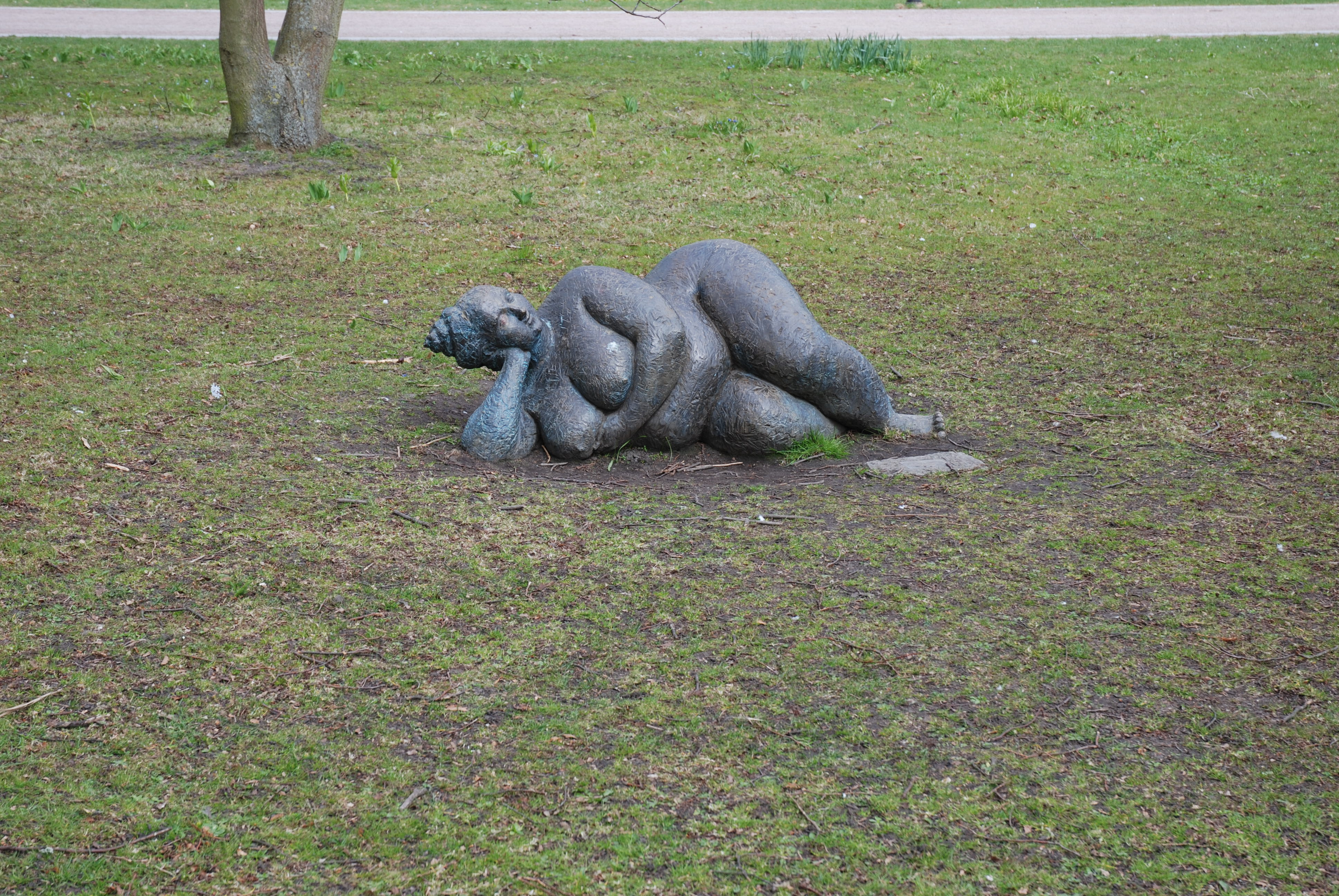
Venus in Landskrona